# Gdzie jest Nemo?

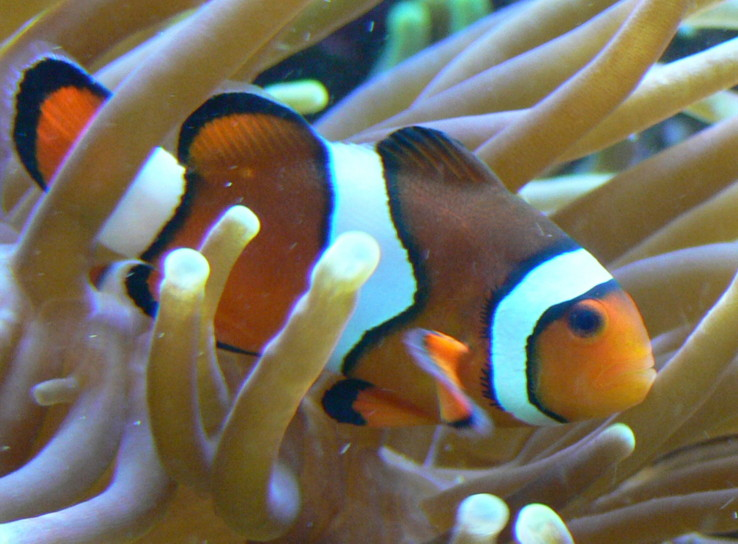
Amphiprion percula, znany również jako błazenek – gatunek, którego przedstawicielem był Nemo

Gdzie jest Nemo? (ang. Finding Nemo) – amerykański film animowany z 2003 roku produkcji Pixara oraz Walt Disney Pictures w reżyserii Andrew Stantona i Lee Unkricha. Film wyprodukowany za pomocą grafiki i animacji komputerowej otrzymał nagrodę Oscara za najlepszy film animowany 2003 roku. Jego kontynuacją jest film Gdzie jest Dory? z 2016 roku.

## Opis fabuły
Film opowiada o porwaniu małej rybki o imieniu Nemo. Jego tata Marlin wyrusza na poszukiwania synka, razem z Dory – niebieską rybą chorą na zanik pamięci krótkotrwałej. Marlin i Dory spotykają różne niebezpieczeństwa, a i Nemo w akwarium nie ma łatwego życia.

## Obsada
| Rola             | Angielska wersja  | Polska wersja        |
| ---------------- | ----------------- | -------------------- |
| Nemo             | Alexander Gould   | Kajetan Lewandowski  |
| Marlin           | Albert Brooks     | Krzysztof Globisz    |
| Nigel            | Geoffrey Rush     | Paweł Wawrzecki      |
| Dory             | Ellen DeGeneres   | Joanna Trzepiecińska |
| Coral            | Elizabeth Perkins | Grażyna Wolszczak    |
| Idol (Gill)      | Willem Dafoe      | Olaf Lubaszenko      |
| Rozdym (Bloat)   | Brad Garrett      | Sławomir Orzechowski |
| Malina (Peach)   | Allison Janney    | Agnieszka Matysiak   |
| Żółtek (Bubbles) | Stephen Root      | Piotr Zelt           |
| Żarło (Bruce)    | Barry Humphries   | Jan Frycz            |
| Młot (Anchor)    | Eric Bana         | Tomasz Sapryk        |
| Tępy (Chum)      | Bruce Spence      | Andrzej Fedorowicz   |

## Postacie
- Nemo – mały błazenek, który został porwany przez nurka ze swojego naturalnego środowiska. Nemo trafił do akwarium. Wraz z ówczesnymi mieszkańcami próbuje się z niego wydostać lecz bezskutecznie. Mały Nemo ma jedną płetwę mniejszą od drugiej i jest synem Marlina.
- Marlin – ojciec Nemo, stanowczy, ale bardzo troszczy się o swojego jedynego synka. Marlin boi się oceanu, ponieważ utracił w przeszłości prawie całe potomstwo i żonę, przyczyną był atak barrakudy. Po porwaniu syna dzielnie udaje się na poszukiwania.
- Dory – sympatyczna ryba cierpiąca na zanik pamięci krótkotrwałej. Ma talent do czytania i języków. To właściwie dzięki niej Marlin trafia do Sydney, gdzie jest więziony jego syn Nemo.
- Rekiny – Żarło, Tępy i Młot, próbują przejść na wegetarianizm, jednak niespecjalnie im się to udaje.
- Idol – największa ryba w akwarium, pomogła Nemo uciec do oceanu. Twierdzi, że ryby powinny mieszkać w oceanie, a w akwarium tylko wariują (czego dowodem są Żołtek, Bulgotek i Deb). To idolek mauretański.
- Rozdym – samiec rozdymki, mieszkający w akwarium Dentysty. Ma miłe uosobienie.
- Malina – rozgwiazda, mieszkająca w akwarium Dentysty. Umie czytać.
- Bulgotek – ryba z obsesją na punkcie bakterii. Zawsze gdy spotka kogoś z oceanu, nazywa go skażonym i każe Jacques go wyczyścić. Mieszka w akwarium.
- Żółtek – ryba mająca bzika na punkcie bąbelków. Zawsze gdy jakieś widzi mówi: "Bąbelki, bąbelki, bąbelki! Moje bąbelki! Moje, wszystkie moje! Tatuś się wami zaopiekuje, moje bąbelki!". Mieszka w akwarium.
- Deb – zwariowana rybka z akwarium. Myśli, że jej odbicie jest jej siostrą.
- Jacques – krewetka zamieszkująca akwarium. Bulgotek każe mu czyścić ryby z oceanu z zarazków. Ma francuski akcent.
- Dentysta – porwał Nemo z rafy, by podarować go swej siostrzenicy, Darli. Jest właścicielem akwarium.

## Nagrody
Film otrzymał Oscara w kategorii najlepszy długometrażowy film animowany, miał również nominacje w kategoriach najlepszy scenariusz oryginalny, najlepsza muzyka oraz najlepszy montaż dźwięku. Dostał również 2 nominacje do MTV Movie Awards w kategoriach najlepszy film i najlepsza rola komediowa (Ellen DeGeneres).

## Kontynuacja
17 lipca 2012 roku Pixar potwierdził produkcję kontynuacji zatytułowanej Gdzie jest Dory?. Premiera sequelu miała miejsce 8 czerwca 2016 roku.